# Georges Corm
Georges Corm (ou Ǧūrǧ Qurm, en arabe : جورج قرم), né le 15 juin 1940 à Alexandrie en Égypte et mort le 14 août 2024 à Beyrouth, est un historien, économiste et homme politique libanais,.
Ministre des Finances du Liban de 1998 à 2000, il est l'auteur de nombreux ouvrages consacrés à l'histoire du Proche-Orient.

## Biographie
Né en Égypte, Georges Corm est Libanais, issu d'une famille d'artistes, hommes de lettres et peintres. Après avoir fréquenté l'Institut d'études politiques de Paris de 1958 à 1961, il obtient un doctorat en droit public en 1969 de la faculté de droit et de sciences économiques de Paris.
En 1962, il entre dans la fonction publique au Liban, où il est successivement économiste au ministère du Plan, puis expert en questions monétaires et financières au Commissariat du gouvernement auprès de la Banque centrale. Il poursuit en même temps à partir de Beyrouth ses études de droit (diplôme d'études supérieures et doctorat). En 1969, il quitte l'administration libanaise pour intégrer le secteur bancaire (Crédit lyonnais) et en 1970 il est transféré à Paris où il restera jusqu'en 1973. Cette année-là, il rentre à Beyrouth où il est nommé représentant général de la Banque nationale d'Algérie pour le Moyen-Orient, ce qui lui fait connaître les élites du FLN qui ont forgé l'indépendance de ce pays. En 1980, il quitte ce poste pour devenir conseiller du gouverneur de la Banque centrale libanaise, poste qu'il occupera jusqu'en 1985, année où il quitte le Liban en proie aux violences pour s'installer à Paris comme consultant économique auprès de nombreux organismes internationaux. Il revient au Liban en 1998, lorsqu'il est nommé ministre des finances. Il y demeure jusqu'à sa mort.
Il enseigne de 1969 à 1985 dans plusieurs universités libanaises et depuis 2001, il est professeur à l'université Saint-Joseph de Beyrouth.
Il est membre du comité de parrainage du Tribunal Russell sur la Palestine.
Georges Corm meurt le 14 août 2024 à Beyrouth, âgé de 84 ans.

## Ouvrages
- Le Proche-Orient éclaté (1956–2012), La Découverte, 1983, 1988 ; Gallimard/Histoire, 2007
- La Mue, Noël Blandin, 1989
- Conflits et identités au Moyen-Orient (1919-1991), Arcantere, 1992
- Le Nouveau Désordre économique mondial, La Découverte, 1993
- Le Moyen-Orient, Flammarion, coll. « Dominos », 1993[6]
- Histoire du pluralisme religieux dans le bassin méditerranéen, Geuthner, 1998
- Le Liban contemporain : histoire et société, La Découverte, 2003, 2005 et 2012
- L'Europe et l'Orient : de la balkanisation à la libanisation : histoire d'une modernité inaccomplie, La Découverte, 1998, 2001 et 2003
- Youakim Moubarac. Un homme d'exception. Textes choisis et présentés par Georges Corm, Librairie orientale, Beyrouth, 2004
- Orient-Occident, la fracture imaginaire, La Découverte, 2002 et 2004
- La Question religieuse au XXIe siècle : géopolitique et crise de la post-modernité, La Découverte, 2006
- Histoire du Moyen-Orient : de l'Antiquité à nos jours, La Découverte, 2007
- L'Europe et le mythe de l'Occident : La construction d'une histoire, Paris, La Découverte, 2 avril 2009, 275 p. (ISBN 978-2-7071-5707-2)
- Le Nouveau Gouvernement du monde : idéologies, structures, contre-pouvoirs, Paris, La Découverte, coll. « Cahiers libres », 28 octobre 2010, 275 p. (ISBN 978-2-7071-6419-3, présentation en ligne)
- Pour une lecture profane des conflits : sur le "retour du religieux" dans les conflits contemporains du Moyen-Orient, Paris, La Découverte, coll. « Cahiers libres », 31 octobre 2012, 275 p. (ISBN 978-2-7071-7473-4, présentation en ligne)
- Pensée et politique dans le monde arabe : Contextes historiques et problématiques, XIXe – XXIe siècle, La Découverte, 2015, 389 p. (ISBN 978-2-7071-8693-5, lire en ligne)
- La Nouvelle Question d'Orient, Paris, La Découverte, coll. « Cahiers libres », 2017, 250 p. (ISBN 978-2-7071-9375-9, présentation en ligne)

Ses ouvrages sont traduits en plusieurs langues. Il faut y ajouter les ouvrages écrits en langue arabe par cet auteur.

## Prix
- Prix de l'amitié franco-arabe 2000
- Prix de l'essai 2018 pour La Nouvelle Question d’Orient